# Prionolejeunea grollei
Prionolejeunea grollei là một loài Rêu trong họ Lejeuneaceae. Loài này được Ilkiu-Borges & Schaf.-Verw. mô tả khoa học đầu tiên năm 2005.